# Meeresschleim

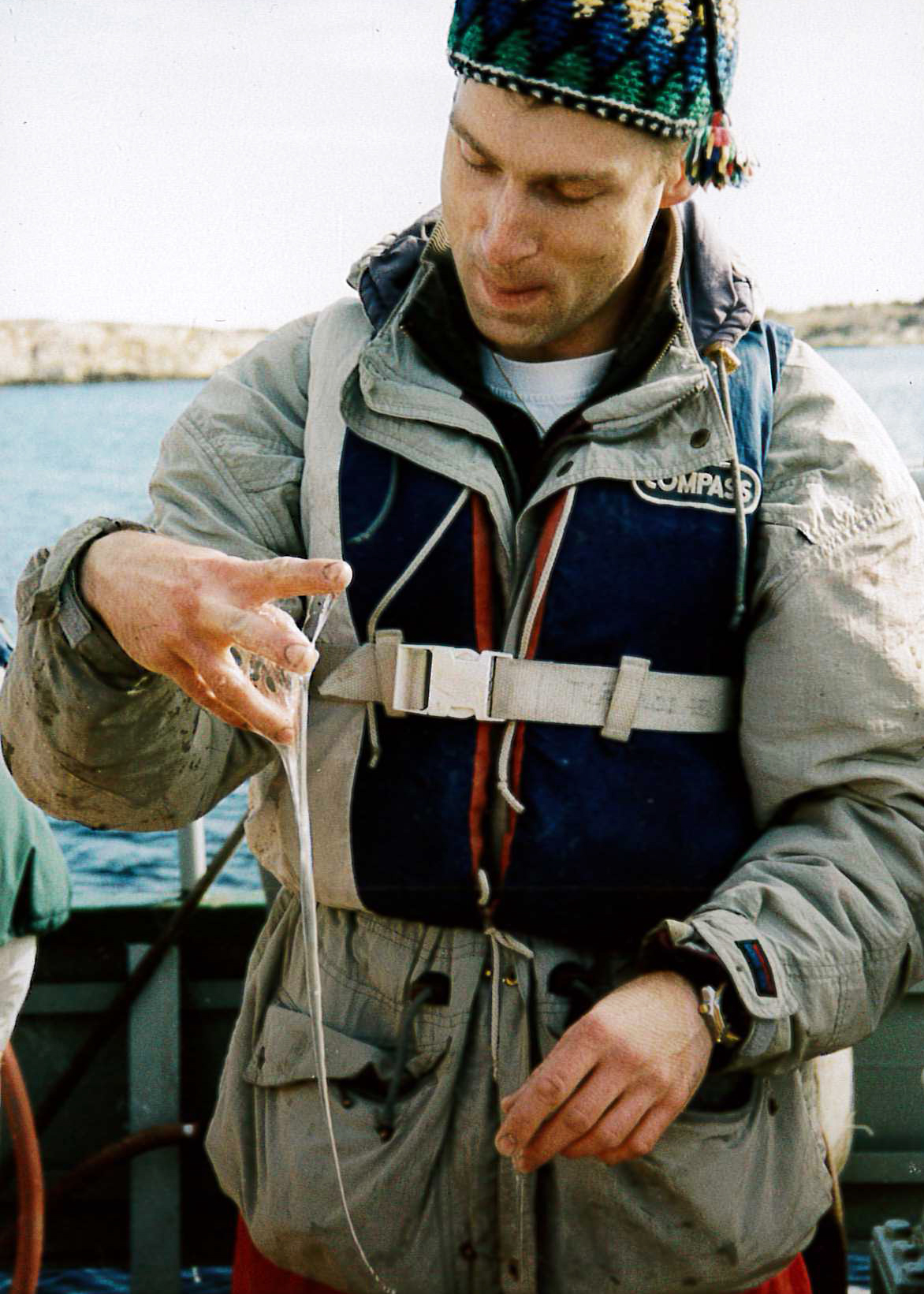
Die viskösen Eigenschaften des Meeresschleims werden von einem wissenschaftlichen Mitarbeiter der Tjärnö Meeresstation in Schweden getestet.

Meeresschleim oder Meeresrotz ist eine Ansammlung von organischen Substanzen an der Meeresoberfläche und in den oberen Wasserschichten. Diese sind von schleimiger oder gelatinöser Konsistenz und bestehen aus den Resten von  Mikroorganismen, hauptsächlich Algen.
Meeresschleim ist trotz seines für den Menschen ekelhaften Aussehens an sich nicht krankheitserregend, es können jedoch Keime in die Substanz einwandern.

## Ursachen
Meeresschleim kann überall im Meer entstehen, wird aber großflächig vor allem an den Küsten beobachtet, wo es durch den Eintrag von Abfällen und Schadstoffen aus Industrie und Städten zu einer Überdüngung und damit zu überdurchschnittlichem Wachstum des Phytoplanktons kommt. Die Gefahr, die von dem Schleimteppich ausgeht, besteht aus der Abschottung der tieferen Schichten vom Licht und Stoffaustausch. Im Lauf der Zeit sinkt das  organische Material zu Boden und seine Zersetzung führt zu Sauerstoffmangel in der Tiefe, was zum Umkippen des gesamten Ökosystems führen kann.

## Vorkommen

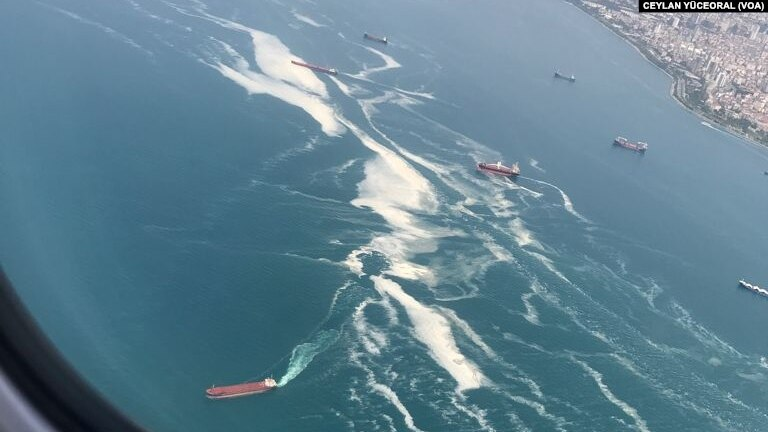
Schleimplage im Marmarameer 2021

Stark belastet ist das Marmarameer (Binnenmeer zwischen Schwarzem Meer und Ägäis). 
 Siehe: Schleimplage im Marmarameer.